# Maksim Siemionow (hokeista)
Maksim Pietrowicz Siemionow, ros. Максим Петрович Семёнов (ur. 9 lutego 1984 w Ust-Kamienogorsku, Kazachska SRR) – kazachski hokeista, reprezentant Kazachstanu.

## Kariera
- Łada Togliatti (2002-2005)
- Chimik / Atłant Mytiszczi (2005-2013)
- Łokomotiw Jarosław (2013)
- Barys Astana / Nur-Sułtan (2013-2020)

Wychowanek Torpedo Ust-Kamienogorsk. W latach 2002–2013 występował w klubach rosyjskich. Od czerwca 2013 zawodnik klubu Barys Astana. W maju 2011 roku przedłużył kontrakt. Od połowy 2013 związany dwuletnim kontraktem. W 2020 zakończył karierę zawodniczą i wszedł do sztabu trenerskiego Barysu jako specjalista od przygotowania obrońców.
Uczestniczył w turniejach mistrzostw świata w 2010 (Elita), 2011, 2013, 2015 (Dywizja I), 2016 (Elita), 2017, 2018, 2019 (Dywizja I).

## Sukcesy
Reprezentacyjne
- Złoty medal zimowych igrzysk azjatyckich: 2011
- Awans do MŚ Elity: 2011, 2013, 2015, 2019

Klubowe
- Brązowy medal mistrzostw Rosji: 2003, 2004 z Ładą Togliatti
- Srebrny medal mistrzostw Rosji: 2005 z Ładą Togliatti, 2011 z Atłantem Mytiszczi

Indywidualne
- Mistrzostwa Świata w Hokeju na Lodzie 2010/Elita:
  - Jeden z trzech najlepszych zawodników reprezentacji na turnieju
- Mistrzostwa Świata w Hokeju na Lodzie 2014/Elita:
  - Jeden z trzech najlepszych zawodników reprezentacji na turnieju[5]
- Mistrzostwa Świata w Hokeju na Lodzie 2015/I Dywizja#Grupa A:
  - Pierwsze miejsce w klasyfikacji +/- turnieju: +9[6]
- Mistrzostwa Świata w Hokeju na Lodzie 2018/I Dywizja#Grupa A:
  - Drugie miejsce w klasyfikacji asystentów turnieju: 4 asysty[7]
  - Pierwsze miejsce w klasyfikacji +/- turnieju: +4[8]